# قانون كيميائي
القوانين الكيميائية هي قوانين الطبيعة المتعلقة بالكيمياء. المفهوم الأساسي في الكيمياء هو قانون حفظ الكتلة، والذي ينص على عدم وجود تغيير يمكن اكتشافه في كمية المادة أثناء تفاعل كيميائي عادي. تظهر الفيزياء الحديثة أن الطاقة هي التي يتم حفظها بالفعل، وأن الطاقة والكتلة مرتبطان؛ وهو مفهوم يصبح مهمًا في الكيمياء النووية. يؤدي حفظ الطاقة إلى المفاهيم المهمة للتوازن والديناميكا الحرارية والحركية.
قوانين قياس اتحادية العناصر، أي النسب الوزنية التي تشارك بها العناصر الكيميائية في التفاعلات الكيميائية، توضح قانون حفظ الكتلة. يقول قانون جوزيف بروست للنسب الثابتة أن المواد الكيميائية النقية تتكون من عناصر في صيغة محددة؛ نحن نعلم الآن أن الترتيب الهيكلي لهذه العناصر مهم أيضًا.
ينص قانون دالتون ذو النسب المتضاعفة على أن هذه المواد الكيميائية ستظهر بنسب صغيرة (أي 1:2 O:H في الماء)؛ على الرغم من أنه في العديد من الأنظمة (لا سيما الجزيئات الحيوية والمعادن) تميل النسب إلى طلب أعداد كبيرة، وغالبًا ما يتم تمثيلها ككسر. تُعرف هذه المركبات باسم المركبات غير المتكافئة.
القانون الثالث المتكافئ هو قانون النسب المتبادلة، والذي يوفر الأساس لإنشاء أوزان مكافئة لكل عنصر كيميائي. يمكن بعد ذلك استخدام الأوزان المكافئة للعناصر لاشتقاق الأوزان الذرية لكل عنصر.
تحدد قوانين الكيمياء الأكثر حداثة العلاقة بين الطاقة والتحولات.
- في حالة التوازن، توجد الجزيئات في خليط محدد من خلال التحولات الممكنة على مقياس الوقت للتوازن، وتكون بنسبة محددة بواسطة الطاقة الجوهرية للجزيئات؛ فكلما انخفضت الطاقة الجوهرية، زادت وفرة الجزيء.
- يتطلب تحويل هيكل إلى آخر إدخال الطاقة لعبور حاجز الطاقة؛ يمكن أن يأتي هذا من الطاقة الذاتية للجزيئات نفسها، أو من مصدر خارجي من شأنه أن يسرع التحولات بشكل عام. كلما زاد حاجز الطاقة، حدث التحول بشكل أبطأ.
- هناك حالة انتقالية (TS)، تتوافق مع الهيكل الموجود أعلى حاجز الطاقة. تنص مسلمة هاموند-ليفلر على أن هذه الحالة تشبه إلى حد كبير المنتج أو مادة البداية التي لها طاقة داخلية أقرب إلى طاقة حاجز الطاقة. يعد تثبيت حالة الانتقال هذه من خلال التفاعل الكيميائي إحدى طرق تحقيق التحفيز.
- جميع العمليات الكيميائية قابلة للعكس (قانون الانعكاسية المتماثلة) على الرغم من أن بعض العمليات لها مثل هذا التحيز في الطاقة، إلا أنها في الأساس لا رجعة فيها.